# Szilveszter Hangya
Szilveszter Hangya (sinh 2 tháng 1 năm 1994) là một cầu thủ bóng đá Hungary hiện tại thi đấu cho Fehérvár.

## Sự nghiệp quốc tế
Vào tháng 11 năm 2016 Hangya được triệu tập lên đội hình Hungary cho các trận đấu trước Andorra và Thụy Điển.

## Thống kê câu lạc bộ
| Câu lạc bộ          | Mùa giải | Giải vô địch | Giải vô địch | Cúp     | Cúp       | Cúp Liên đoàn | Cúp Liên đoàn | Châu Âu | Châu Âu   | Tổng    | Tổng      |
| Câu lạc bộ          | Mùa giải | Số trận      | Bàn thắng    | Số trận | Bàn thắng | Số trận       | Bàn thắng     | Số trận | Bàn thắng | Số trận | Bàn thắng |
| ------------------- | -------- | ------------ | ------------ | ------- | --------- | ------------- | ------------- | ------- | --------- | ------- | --------- |
| MTK                 |          |              |              |         |           |               |               |         |           |         |           |
| 2011–12             | 2        | 0            | 0            | 0       | 0         | 0             | 0             | 0       | 2         | 0       |           |
| 2012–13             | 0        | 0            | 0            | 0       | 1         | 0             | 0             | 0       | 1         | 0       |           |
| 2013–14             | 1        | 0            | 0            | 0       | 4         | 1             | 0             | 0       | 5         | 1       |           |
| Tổng                | 3        | 0            | 0            | 0       | 5         | 1             | 0             | 0       | 8         | 1       |           |
| Dunaújváros         |          |              |              |         |           |               |               |         |           |         |           |
| 2014–15             | 1        | 0            | 0            | 0       | 7         | 0             | 0             | 0       | 8         | 0       |           |
| Tổng                | 1        | 0            | 0            | 0       | 7         | 0             | 0             | 0       | 8         | 0       |           |
| Vasas               |          |              |              |         |           |               |               |         |           |         |           |
| 2014–15             | 13       | 0            | 0            | 0       | –         | –             | –             | –       | 13        | 0       |           |
| 2015–16             | 26       | 1            | 2            | 0       | –         | –             | –             | –       | 28        | 1       |           |
| 2016–17             | 30       | 0            | 8            | 2       | –         | –             | –             | –       | 38        | 2       |           |
| 2017–18             | 28       | 1            | 1            | 0       | –         | –             | 2             | 0       | 31        | 1       |           |
| Tổng                | 97       | 2            | 11           | 2       | –         | –             | 2             | –       | 110       | 4       |           |
| Fehérvár            |          |              |              |         |           |               |               |         |           |         |           |
| 2018–19             | 5        | 0            | 5            | 1       | –         | –             | 1             | 0       | 11        | 1       |           |
| 2019–20             | 21       | 0            | 5            | 0       | –         | –             | 0             | 0       | 26        | 0       |           |
| 2020–21             | 13       | 0            | 1            | 0       | –         | –             | 2             | 0       | 16        | 0       |           |
| Tổng                | 39       | 0            | 11           | 1       | –         | –             | 3             | 0       | 53        | 1       |           |
| Tổng cộng sự nghiệp |          | 140          | 2            | 22      | 3         | 12            | 1             | 5       | 0         | 171     | 6         |

Cập nhật theo các trận đấu đã diễn ra tính đến ngày 18 tháng 12 năm 2020.